# شبگرد-باز دم‌ساده
شبگرد-باز دم‌ساده (نام علمی: Nyctiprogne vielliardi) نام یک گونه از تیره شبگردان است.